# Mącznik ciemny
Mącznik ciemny (Tenebrio obscurus) – gatunek chrząszcza z rodziny czarnuchowatych i podrodziny Tenebrioninae.

## Taksonomia
Gatunek ten opisany został po raz pierwszy w 1792 roku przez Johana Christiana Fabriciusa.

## Morfologia
Chrząszcz o wydłużonym ciele o równoległych w zarysie bokach, osiągającym od 14 do 18 mm. Ubarwienie ma czarne lub czarnobrązowe, często z pokrywami jaśniejszymi od przedplecza. Wierzch ciała jest matowy.
Głowa jest szersza niż dłuższa, zaokrąglona, o wyraźnie z przodu wykrojonych występami zaokrąglonych policzków, płaskich, poprzecznych oczach oraz krótkich, nieosiągających tylnego brzegu przedplecza czułkach o paciorkowatych członach od siódmego do jedenastego, przy czym ten ostatni szczyt ma słabo zaokrąglony. Na spodzie głowy po bokach wargi dolnej nie występuje para zębów.
Przedplecze jest słabo wypukłe, niewiele dłuższe niż szersze, najszersze pośrodku, węższe niż u mącznika młynarka, o zaokrąglonych, niespłaszczonych brzegach bocznych, ostrych i wystających kątach tylnych, a krawędzi tylnej na środkowym odcinku obrzeżonej pojedynczą listewką. Tarczka jest szersza niż dłuższa, pięciokątna, o szorstkiej powierzchni. Pokrywy są wydłużone i w tyle zaokrąglone. W rzędach leżą niezbyt głębokie, miejscami zlewające się punkty. Międzyrzędy oprócz punktowania mają mikrorzeźbę w postaci zmarszczek i nie występuje na nich ziarenkowanie. Skrzydła tylnej pary są zwyczajnie wykształcone. Odnóża przedniej pary mają u samców golenie trochę dłuższe i bardziej dowewnętrznie wykrzywione niż u samic. Odnóża tylne mają stopy o członie pierwszym tak długim jak dwa następne razem wzięte.

## Ekologia i występowanie
W warunkach naturalnych jest gatunkiem saproksylicznym związanym ze starymi drzewami liściastymi. Bytuje pod ich odstającą korą, w próchnowiskach, dziuplach, murszejącym drewnie, ptasich gniazdach i wśród porastających drzewa mchów. W warunkach synantropijnych zamieszkuje magazyny, spichlerze, młyny, stajnie, gołębniki, kurniki i fermy, gdzie żeruje głównie na mące, przetworach zbóż, nasionach i suszonych warzywach.
Gatunek współcześnie kosmopolityczny.